# Larsson
Larsson ist ein schwedischer Familienname.

## Herkunft und Bedeutung
Larsson ist im Schwedischen ein Patronym und bedeutet „Sohn des Lars“.

## Namensträger

### A
- Adam Larsson (* 1992), schwedischer Eishockeyspieler
- Alexander Larsson (* 1994), schwedischer Unihockeyspieler
- Allan Larsson (* 1938), schwedischer Politiker
- Anders Larsson (Ringer) (1892–1945), schwedischer Ringer
- Anders Larsson (Skilangläufer) (* 1961),  schwedischer Skilangläufer
- Andreas Larsson (* 1974), schwedischer Handballspieler
- Ann Larsson (* 1955), schwedische Leichtathletin
- Anna Larsson (Biathletin) (* 1979), ehemalige schwedische Biathletin
- Anna Larsson (Leichtathletin) (1922–2003), schwedische Läuferin
- Anna Larsson (Sängerin) (* 1966), schwedische Opernsängerin (Alt)
- Anna Swenn-Larsson (* 1991), schwedische Skirennläuferin
- Åke Larsson (1931–2017), schwedischer Fußballspieler
- Åsa Larsson (* 1966), schwedische Krimiautorin

### B
- Bernard Larsson (* 1939), schwedischer Fotograf
- Bernhard Larsson (1879–1947), schwedischer Sportschütze
- Bjørn Larsson (1924–2021), norwegischer Ringer
- Björn Larsson (* 1953), schwedischer Schriftsteller und Hochschullehrer
- Bo Larsson (1944–2023), schwedischer Fußballspieler
- Bo Christian Larsson (* 1976), schwedischer Künstler
- Bosse Larsson (1934–2015), schwedischer Fernsehmoderator
- Brynolf Larsson (1885–1973), schwedischer Langstreckenläufer

### C
- Carl Larsson (1853–1919), schwedischer Maler

### D
- Daniel Larsson (Schauspieler) (* 1975), schwedischer Schauspieler
- Daniel Larsson (Dartspieler) (* 1981), schwedischer Dartspieler
- Daniel Larsson (Eishockeyspieler) (* 1986), schwedischer Eishockeytorhüter
- Daniel Larsson (Fußballspieler) (* 1987), schwedischer Fußballspieler

### E
- Edvin Larsson (1925–2009), schwedischer Theologe
- Emelie Larsson (* 1987), schwedische Biathletin
- Elin Larsson Forkelid (* 1984), schwedische Jazzmusikerin
- Erik Larsson (Tauzieher) (1888–1934), schwedischer Tauzieher
- Erik Larsson (Politiker, 1898) (1898–1988), schwedischer Politiker (SAP)
- Erik Larsson (Eishockeyspieler) (1905–1970), schwedischer Eishockeyspieler
- Erik Larsson (Skilangläufer) (1912–1982), schwedischer Skilangläufer
- Erik Larsson (Politiker, 1918) (1918–2005), schwedischer Politiker (Centerpartiet)
- Erik Larsson (Leichtathlet), schwedischer Langstreckenläufer
- Eva Larsson (* 1973), schwedische Fußballspielerin

### F
- Fredrik Larsson (Golfspieler) (* 1968), schwedischer Golfspieler
- Fredrik Larsson (Sportschütze, 1971) (* 1971), schwedischer Sportschütze
- Fredrik Larsson (Fußballspieler) (* 1976), schwedischer Fußballtorhüter
- Fredrik Larsson (Rennfahrer) (* 1976), schwedischer Automobilrennfahrer
- Fredrik Larsson (Handballspieler) (1984–2020), schwedischer Handballspieler
- Fredrik Larsson (Sportschütze, 1989) (* 1989), schwedischer Sportschütze
- Frej Larsson (* 1983), schwedischer Rapper und Electro-Musiker
- Fride Larsson (1921–1955), schwedischer Militärpatrouillenläufer
- Fritz Larsson (1882–1958), schwedischer Ringer

### G
- Göran Larsson (1932–1989), schwedischer Schwimmer
- Gottfrid Larsson (1875–1947), schwedischer Bildhauer
- Gunnar Larsson (Skilangläufer, 1921) (1921–2012),  schwedischer Skilangläufer
- Gunnar Larsson (Skilangläufer, 1944) (* 1944),  schwedischer Skilangläufer
- Gunnar Larsson (Schwimmer) (* 1951), schwedischer Schwimmer
- Gustav Larsson (* 1980), schwedischer Radrennfahrer

### H
- Hans Larsson (Philosoph) (1862–1944), schwedischer Philosoph und Essayist
- Hans C. E. Larsson (* 1971), kanadischer Paläontologe (u. a. Paläo-Herpetologe)
- Hans-Erik Larsson (* 1947), schwedischer Skilangläufer
- Håkan Larsson (* 1958), schwedischer Radrennfahrer
- Helge Larsson (1916–1971), schwedischer Kanute
- Henrik Larsson (* 1971), schwedischer Fußballspieler
- Henrik Larsson (Leichtathlet) (* 1999), schwedischer Leichtathlet
- Henrik Frei Larsson (* 1953), schwedischer Maler, Radierer und Galerist
- Hugo Larsson (* 2004), schwedischer Fußballspieler

### J
- Jacob Larsson (Politiker) (Jacob Timotheus Larsson; 1851–1940), schwedischer Politiker
- Jacob Larsson (Eishockeyspieler) (* 1997), schwedischer Eishockeyspieler
- Jacob Une Larsson (* 1994), schwedischer Fußballspieler
- Jesper Larsson (* 1973), schwedischer Handballtorwart
- Joakim Larsson (* 1984), schwedischer Handballspieler
- Johan Larsson (Eishockeyspieler, 1986) (* 1986), schwedischer Eishockeyspieler
- Johan Larsson (Fußballspieler) (* 1990), schwedischer Fußballspieler
- Johan Larsson (Eishockeyspieler, 1992) (* 1992), schwedischer Eishockeyspieler
- Johan Larsson (Unihockeyspieler) (* 1994), schwedischer Unihockeyspieler
- Johanna Larsson (* 1988), schwedische Tennisspielerin
- John Larsson (1938–2022), schwedischer General der Heilsarmee
- Jordan Larsson (* 1997), schwedischer Fußballspieler
- Josef Larsson (* 1989), schwedischer Skispringer

### K
- Karin Larsson (geb. Karin Bergöö; 1859–1928), schwedische Künstlerin
- Karl-Henrik Larsson (* 1948), schwedischer Pilzkundler
- Kian Rosenberg Larsson, eigentlicher Name von Gilli (Rapper) (* 1992), dänischer Rapper
- Knut Larsson (Politiker) (1857–1919), schwedischer Politiker
- Knut Larsson (Comiczeichner) (* 1972), schwedischer Illustrator und Comiczeichner
- Kristina Larsson (* 1944), schwedische Schwimmerin

### L
- Lars Larsson (Ruderer) (1911–1991), schwedischer Ruderer
- Lars Larsson (Leichtathlet) (1911–1993), schwedischer Leichtathlet
- Lars Larsson (Fußballspieler, 1923) (1923–2010), schwedischer Fußballspieler
- Lars Larsson (Fußballspieler, 1929) (1929–1997), schwedischer Fußballspieler
- Lars-Erik Larsson (Komponist) (1908–1986), schwedischer Komponist, Dirigent und Musiklehrer
- Lars-Erik Larsson (Fechter) (* 1937), schwedischer Fechter
- Lars-Erik Larsson (Ruderer) (* 1937), schwedischer Ruderer
- Lars Gunnar Larsson (* 1940), schwedischer Physiker
- Lars Olof Larsson (* 1938), schwedisch-deutscher Kunsthistoriker
- Lasse Larsson (Lars Larsson; 1962–2015), schwedischer Fußballspieler
- Laura Larsson (* 1989), deutsche Hörfunkmoderatorin und Podcasterin
- Leif Larsson (1921–1975), schwedischer Fußballspieler
- Lennart Larsson (Kampfsportler) (1920–2003), schwedischer Aikidō-Kampfsportler
- Lennart Larsson (Skilangläufer) (1930–2021), schwedischer Skilangläufer
- Lennart Larsson (Leichtathlet), schwedischer Geher
- Lennart Larsson (Fußballspieler) (* 1953), schwedischer Fußballspieler
- Lisa Larsson (* 1967), schwedische Sängerin (Sopran)
- Ludvig Larsson (* 1995), schwedischer Eishockeyspieler

### M
- Magnus Larsson (* 1970), schwedischer Tennisspieler
- Maria Larsson (Politikerin) (* 1956), schwedische Politikerin
- Maria Larsson (Eishockeyspielerin) (* 1979), schwedische Eishockeyspielerin
- Markus Larsson (* 1979), schwedischer Skirennläufer
- Martin Larsson (Politiker) (1910–1985), schwedischer Politiker
- Martin Larsson (Fußballspieler), schwedischer Fußballspieler
- Martin Larsson (Gitarrist) (* 1973), schwedischer Gitarrist
- Martin Larsson (Drehbuchautor) (* 1974), schwedischer Regisseur und Drehbuchautor
- Martin Larsson (Skilangläufer) (* 1979), schwedischer Skilangläufer
- Martin Larsson (Rennfahrer) (* um 1992), schwedischer Endurosportler
- Martin Larsson (E-Sportler) (* 1996), schwedischer E-Sportler
- Martin M. Larsson, dänischer Songwriter und Musikproduzent
- Martin Q Larsson (* 1968), schwedischer Komponist und Musiker
- Mats Larsson (* 1980), schwedischer Skilangläufer
- Mimmi Larsson (* 1994), schwedische Fußballspielerin

### N
- Nathalie Larsson (* 1984), schwedische Sportschützin
- Nils-Göran Larsson (* 1959), schwedischer Biochemiker

### O
- Oliver Ekman Larsson (* 1991), schwedischer Eishockeyspieler
- Olof Larsson (1928–1960), schwedischer Ruderer

### P
- Pärnilla Larsson (* 1969), schwedische Fußballspielerin
- Patrik Larsson (* 1983), schwedischer Fußballspieler
- Pelle Larsson (* 2001), schwedischer Basketballspieler
- Pernilla Larsson (* 1976), schwedische Fußballschiedsrichterin
- Per-Erik Larsson (1929–2008), schwedischer Skilangläufer
- Peter Larsson (Fußballspieler, 1961) (* 1961), schwedischer Fußballspieler
- Peter Larsson (Fußballspieler, 1963) (* 1963), schwedischer Fußballspieler
- Peter Larsson (Eishockeyspieler) (* 1968), schwedischer Eishockeyspieler
- Peter Larsson (Fußballspieler, 1972) (* 1972), schwedischer Fußballspieler
- Peter Larsson (Skilangläufer) (* 1978), schwedischer Skilangläufer
- Peter Larsson (Fußballspieler, 1984) (* 1984), schwedischer Fußballspieler

### R
- Rolf Joakim Magnus Larsson (* 1963), schwedischer Sänger; siehe Joey Tempest
- Rune Larsson (1924–2016), schwedischer Hürdenläufer

### S
- Sam Larsson (* 1993), schwedischer Fußballspieler
- Sara Larsson (Autorin) (* 1973), schwedische Kriminalautorin
- Sara Larsson (Politikerin) (* 1977), samisch-schwedische Politikerin
- Sara Larsson (* 1979), schwedische Fußballspielerin
- Sara Larsson (Schwimmerin) (* 1983), schwedische Schwimmerin
- Sara Larsson (* 1983), schwedisch-tansanische Sängerin; siehe SaRaha
- Sara Larsson (* 1988), schwedische Sängerin; siehe Sara Li
- Sebastian Larsson (* 1985), schwedischer Fußballspieler
- Sigfrid Larsson (1882–1968), schwedischer Wasserspringer
- Sixten Larsson (1918–1995), schwedischer Hürdenläufer
- Sofie Larsson (* 1990), schwedische Sängerin, siehe Lucky Twice
- Staffan Larsson (* 1970), schwedischer Skilangläufer
- Stefan Larsson (Fußballspieler, 1953) (* 1953), schwedischer Fußballspieler
- Stefan Larsson (Schauspieler) (* 1964), schwedischer Schauspieler
- Stefan Larsson (Eishockeyspieler) (* 1965), schwedischer Eishockeyspieler
- Stefan Larsson (Fußballspieler, 1983) (* 1983), schwedischer Fußballspieler
- Steven Larsson (* 1981), britischer Handballspieler
- Stieg Larsson (1954–2004), schwedischer Journalist und Schriftsteller
- Stig Larsson (Eishockeyspieler) (* 1947), schwedischer Eishockeyspieler
- Stig Larsson (Regisseur) (* 1955), schwedischer Filmproduzent, Regisseur und Autor
- Sune Larsson (* 1930), schwedischer Skilangläufer
- Sven-Agne Larsson (1925–2006), schwedischer Fußballspieler und -trainer
- Sven-Gunnar Larsson (* 1940), schwedischer Fußballspieler
- Sven-Olov Larsson (* 1938), schwedischer Leichtathlet

### T
- Tage Larsson (1905–1998), schwedischer Versicherungsmathematiker
- Tomas Larsson (* 1971), schwedischer Poolbillardspieler
- Tyyne Leivo-Larsson (1902–1977), finnische Politikerin

### U
- Ulf Larsson (1956–2009), schwedischer Film- und Theaterregisseur

### V
- Vilgot Larsson (1932–2015), schwedischer Eishockeyspieler

### Y
- Yngve Larsson (1881–1977), schwedischer Politiker, MdR
- Yngve A. A. Larsson (1917–2014), schwedischer Pädiater und Diabetologe

### Z
- Zara Larsson (* 1997), schwedische Popsängerin